# Ainhoa Grandes Massa
Ainhoa Grandes Massa (Veneçuela, 1973) és una empresària i gestora cultural veneçolana, presidenta de la Fundació MACBA des de l’any 2015 quan va rellevar el seu marit, Leopoldo Rodés, mort en un accident de trànsit. És llicenciada en Administració i Direcció d’Empreses per la UIC. Va treballar durant cinc anys a l’empresa de subhastes Sotheby.
Grandes presideix el Consell de Mecenatge en Recerca, Desenvolupament i Innovació de Catalunya, establert el 2024; és un organisme previst per la Llei de la ciència de Catalunya de 2022 amb l'objectiu d'assessorar el Govern en temes relacionats amb el mecenatge en recerca, desenvolupament i innovació.
El 2025 fou inclosa a la llista Forbes de les 100 dones més influents de Catalunya.